# الغواصة الألمانية يو-137 (1940)
غواصة يو-137  غواصة يو بوت ألمانية من Type IID submarine[*] بنيت لسلاح بحرية ألمانيا النازية كريغسمارينه، في أحواض دويتشه فيرك خلال الحرب العالمية الثانية.